# Babići, Plužine
Babići este un sat din comuna Plužine, Muntenegru. Conform datelor de la recensământul din 2003, localitatea are 8 locuitori (la recensământul din 1991 erau 19 locuitori).

## Demografie
În satul Babići locuiesc 8 persoane adulte, iar vârsta medie a populației este de 54,0 de ani (42,5 la bărbați și 60,9 la femei). În localitate sunt 3 gospodării, iar numărul mediu de membri în gospodărie este de 2,67.
Populația localității este foarte eterogenă.
|  |

| Demografie | Demografie | Demografie |
| An         | Locuitori  | Locuitori  |
| ---------- | ---------- | ---------- |
|            |            |            |
|            |            |            |
|            |            |            |
|            |            |            |
| 1948       | 71         |            |
| 1953       | 72         |            |
| 1961       | 66         |            |
| 1971       | 51         |            |
| 1981       | 36         |            |
| 1991       | 19         | 19         |
| 2003       | 8          | 8          |

| \| Componența etnică conform recensământului din 2003[2] \| Componența etnică conform recensământului din 2003[2] \| Componența etnică conform recensământului din 2003[2] \| Componența etnică conform recensământului din 2003[2] \| Componența etnică conform recensământului din 2003[2] \| \| ----------------------------------------------------- \| ----------------------------------------------------- \| ----------------------------------------------------- \| ----------------------------------------------------- \| ----------------------------------------------------- \| \| \| \| \| \| \| \| Muntenegreni \| Muntenegreni \| \| 5 \| 62,5% \| \| necunoscută \| necunoscută \| \| 0 \| 0% \| |              |  |   |       |
| Componența etnică conform recensământului din 2003 |              |  |   |       |
| |              |  |   |       |
| Muntenegreni | Muntenegreni |  | 5 | 62,5% |
| necunoscută | necunoscută  |  | 0 | 0%    |